# Éric Tessier
Pour les articles homonymes, voir Tessier.
Éric Tessier est un réalisateur québécois né à St-Casimir de Portneuf le 19 mars 1966. Grand admirateur de Stephen King , il commence sa carrière de réalisateur par un thriller avec Sur le seuil en 2003. 

## Filmographie sélective
- 2003 : Sur le seuil
- 2003 : 3X Rien  (série télévisée)
- 2004 : Vendus
- 2006 : Rumours (série télévisée) - 9 épisodes
- 2006 : La chambre no 13 (mini-séries TV)
- 2008 : Sophie (série télévisée) - 17 épisodes
- 2010 : 5150, Rue des Ormes
- 2012 : Les Pee-Wee 3D : L'hiver qui a changé ma vie [2]
- 2012 :  O' (série télévisée)
- 2015 : Pour Sarah (série télévisée)
- 2016 : 9, le film, sketch Eccéité
- 2017 : Junior Majeur
- 2020 : Tu te souviendras de moi